# John Bickerton
John Bickerton (Redditch, 23 december 1969) is een Engelse golfprofessional.

## Carrière
Bickerton komt jong in aanraking met golf wanneer zijn vader hem meeneemt als caddie. Hijzelf wordt op 22-jarige leeftijd in 1991 professional en debuteert in 1993 op de Challenge Tour. Daarop wint hij in zijn tweede seizoen de Gore-Tex Challenge en eindigt hij dat jaar op de zesde plaats van de Order of Merit, zodat hij een kaart voor de Europese Tour (ET) van 1995 krijgt.
Het levert nog niet de gewenste successen op en hij keert terug naar de Challenge Tour in 1997. In 1998 wordt hij weer zesde op de rangorde. Sindsdien heeft hij een kaart voor de grote tour.
Bickerton stond tweemaal in de Top-20 van de rangorde, in 1999 en 2006. Het duurt bijna 300 toernooien voordat hij zijn eerste overwinning behaalt. In oktober 2005 wint hij het Open op de Abama Golf Club op de Canarische Eilanden. In 2006 wint hij het hoger gedoteerde Open de France.
Eind 2007 wint Bickerton tot zijn eigen verbazing het Alfred Dunhill Kampioenschap, een van de eerste toernooien van seizoen 2008. Zijn resultaat telt mee ook voor de Sunshine Tour (ST).
Terwijl Bickerton al in het clubhuis zit, slaat Ernie Els op de laatste hole zijn bal tweemaal in het water en maakt een acht. Bickerton wint met één slag voorsprong en verlengt zijn spelerskaart tot eind 2010.

## Gewonnen

#### Challenge Tour
- 1994: Gore-Tex Challenge

#### European Tour
- 2005: Abama Open de Canarias
- 2006: Open de France
- 2008: Alfred Dunhill Championship op Leopard Creek in Zuid-Afrika (seizoen 2007-2008, ET en ST)

## Teams
- 2000: Seve Trophy (namens Groot-Brittannië & Ierland).